# Comité japonais de commerce et d'information
Le comité japonais de commerce et d'information ou Jikyoku Iinkai (時局委員会, « Comité pour l'état actuel des affaires ») est une organisation de propagande pro-japonaise active aux États-Unis de 1937 à 1940.
La plupart de ses anciens membres et des propagandistes rémunérés sont jugés et incarcérés après l'attaque de Pearl Harbor.

## Fondation du comité
Le comité est établi le 26 septembre 1937 par le consulat japonais de San Francisco avec la proche coopération d'hommes d'affaires japonais locaux,. Situé au 549 Market Street, il est créé peu de temps après le déclenchement de la seconde guerre sino-japonaise dans l'objectif d'influencer l'opinion publique américaine au profit du Japon et contre la Chine. Son objectif officiel est de promouvoir l'« amitié traditionnelle » entre les États-Unis et le Japon.

## Opérations

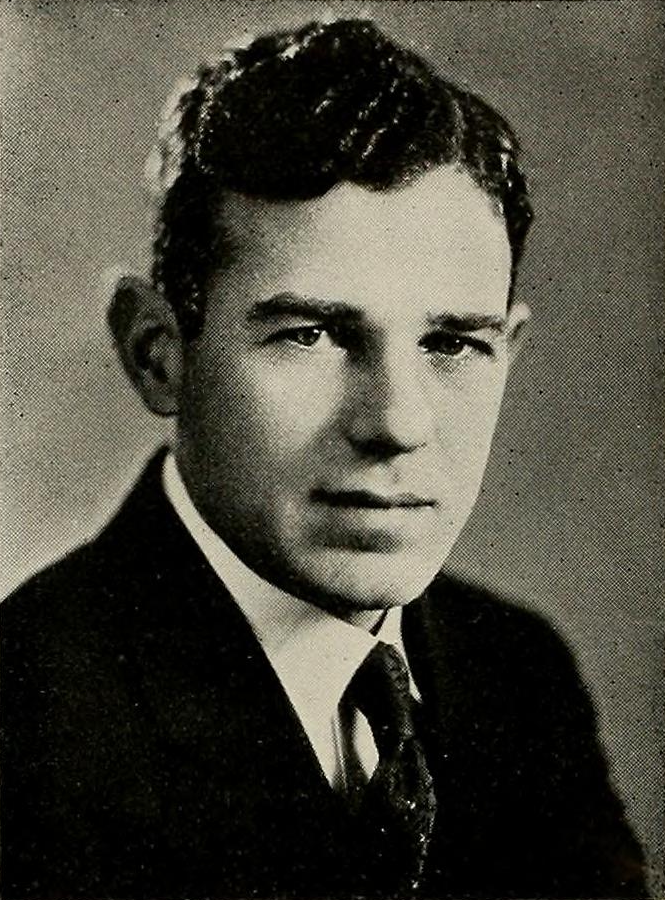

Un message secret envoyé au consulat japonais par le ministère japonais des Affaires étrangères affirme que le comité est la principale organisation de « création de propagande et d'information aux États-Unis ». Il est dirigé par K. Takahashi, un responsable local de la Nippon Yusen Kaisha jusqu'au 15 mars 1940, puis par un responsable de Mitsubishi, S. Takeuchi, avec Tsutomu Obana, secrétaire de la chambre de commerce japonaise de San Francisco, en tant que secrétaire du comité.
Après le vote de la loi sur l'enregistrement des citoyens étrangers en 1938, le comité est enregistré comme une agence contrôlée par des citoyens japonais, mais Tsutomu Obana cache que l'organisation est directement financée et dirigée par le gouvernement japonais,. Le comité investit au moins 175 000$ pour promouvoir les idées pro-japonaises,. Parmi les individus qui ont fondé l'organisation, Frederick Vincent Williams reçoit chaque mois 300$ pour écrire des articles pro-japonais, des discours, et des messages radiophoniques, David Warren Ryder écrit une série de pamphlets intitulés « Affaires extrême-orientales », et Ralph Townsend (en) imprime des pamphlets avec le soutien du comité,.

## Fin de l'organisation et suites
Comme le FBI intensifie sa surveillance des citoyens étrangers, le consulat japonais devient une cible privilégiée en raison de ses activités secrètes avec le comité. Celui-ci est dissous le 22 août 1940,.
Cependant, une enquête fédérale sur la propagande japonaise est lancée en novembre 1941 et découvre le travail que le comité a effectué de 1937 à 1940,, et le 28 janvier 1942, le gouvernement américain attaque Townsend, Ryder, et Williams, pour violations de la loi sur l'enregistrement des citoyens étrangers, ainsi que Tsutomu Obana pour dissimulations d'informations sur le comité,, Townsend et Ryder sont accusés d'avoir travaillé pour des étrangers sans s'enregistrer, et alors que Williams était enregistré, il est accusé de fausses déclarations lors de son enregistrement. Obana et Townsend plaident coupables, mais Townsend nie avoir travaillé pour le compte du Japon. Ryder et Williams clament leur innocence et leur ignorance que le comité était dirigé par le gouvernement japonais, mais les deux hommes sont incarcérés en juin Tous les quatre reçoivent des peines de prison. Le gouvernement américain accuse également Takahashi et Takeuchi de conspiration mais ils avaient déjà quitté le pays à ce moment-là,.

## Source de la traduction
- (en) Cet article est partiellement ou en totalité issu de l’article de Wikipédia en anglais intitulé « Jikyoku Iinkai » (voir la liste des auteurs).